# Centre solaire de nouvelle génération de Martin
Le centre solaire de nouvelle génération de Martin (ou en anglais Martin Next Generation Solar Energy Center) est une centrale solaire thermique, construite par Florida Power & Light (FPL). La centrale solaire est une composante de la centrale du comté de Martin (puissance installée: 3 705 MW), qui est actuellement la plus grosse centrale à combustibles fossiles des centrales des États-Unis.
Elle est située dans le comté de Martin, en Floride, juste au nord d'Indiantown.

## Présentation
La centrale dispose d'environ 180 000 miroirs cylindro-paraboliques disposés sur environ 200 hectares (500 acres) sur le comté de Martin. Les capteurs solaires alimentent en chaleur la centrale à vapeur existante, produisant de l'électricité à raison de 155 000 MWh par an (soit une puissance moyenne de 18 MW). Lauren Engineers & Constructors (Abilene, Texas) est le contractant pour l'étude, l'approvisionnement et la construction du projet. 
La construction a commencé en 2008 et a été achevée à la fin de 2010.
La FPL s'attend à ce que cette centrale ayant coûté 476 millions de $ réduise la consommation de la centrale électrique à cycle combiné à gaz naturel de 1,3 milliard de mètres cubes par an. Durant les 30 ans que devrait durer la centrale, cela devrait permettre d'économiser 178 millions de dollars de carburant et de réduire les émissions de carbone de 2,75 millions de tonnes.